# Zserver Suite
SecurIT Zserver Suite — продукт для защиты конфиденциальной информации, хранимой и обрабатываемой на серверах методом шифрования данных на диске. Zserver Suite относится к классу IPC-систем и позволяет предотвратить несанкционированный доступ к информации в случае попадания носителей данных в руки злоумышленников. Дополнительные модули продукта также дают возможность разграничивать доступ пользователей и приложений к важным данным в процессе работы системы. В SecurIT Zserver Suite входят два продукта — Zserver и Zbackup.
Систему шифрования Zserver Suite разрабатывает российская фирма SecurIT.

## Характеристики

### Поддержка типов носителей
- HDD (IDE, SATA, RAID).
- NAS.
- SAN.
- Оптические диски (CD и DVD).
- Магнитные ленты.

### Параметры шифрования
- Поддержка алгоритмов RC5 (128 бит), AES (256 бит), XTS-AES (512 бит).
- Возможность интеграции сертифицированных реализации ГОСТ 28147-89 от компаний «Анкад» и «Крипто-Про».
- Многопоточное шифрование.
- Первичное шифрование без прекращения доступа к диску.
- Возможность самостоятельной генерации ключей шифрования с помощью движений мышки, квантового генератор случайных чисел Quantis, шумов микрофона звуковой платы, средств интерфейса Microsoft CryptoAPI, ввода случайной последовательности вручную в HEX-редакторе.
- Поддержка сторонних средств генерации ключа и его ручного ввода.
- Хранение ключей шифрования на смарт-картах, токенах, в защищенных файлах или централизованных хранилищах Zserver EKS.
- Смарт-карты с защитой от перебора PIN-кода.
- Кворум ключей шифрования (разделение ключа на несколько частей).
- Технология «bad block sense» для определения испорченных секторов.

### Управление
- Единая система удаленного управления, поддерживающая управление неограниченным количеством копий Zserver Suite, а также Zlock и Zgate.
- Разделение доступа администраторов к функциям управления.
- Запись всех событий системы и возможность настройки реакции на эти события.
- Возможность управления через COM-интерфейс.
- Подача сигнала «тревога» для мгновенного блокирования доступа к данным.
- Журналирование действий администраторов и событий системы в EventLog, XML, MS SQL, Oracle Database.

### Дополнительные модули
- Сервер ключей шифрования — Zserver Enterprise Key Server.
- Модуль расширенной реакции на события с возможность написания собственных скриптов на языках VBScript и JavaScript Zserver Script Pack.
- Контроль доступа к данным в процессе использования — Zserver Disk Access Control.
- «Тревога» по телефону с использованием GSM-канала связи.

### Поддержка операционных систем
- Linux с ядром 2.6.x.
- Microsoft Windows 2000 (x86/x64).
- Microsoft Windows XP (x86/x64).
- Microsoft Windows 2003 (x86/x64).
- Microsoft Windows 2008 (x86/x64).
- Поддержка Microsoft Cluster Services.